# Combretum pyrifolium
Combretum pyrifolium är en tvåhjärtbladig växtart som först beskrevs av Nathaniel Wallich, och fick sitt nu gällande namn av Wilhelm Sulpiz Kurz. Combretum pyrifolium ingår i släktet Combretum och familjen Combretaceae. Inga underarter finns listade i Catalogue of Life.